# ポンテフラクト
ポンテフラクト(Pontefract)はイギリス・ヨーク地方南西部にある古い町である。
古典的な行政区分（カウンティ）ではウェスト・ライディングに属していて、いまはシティ・オブ・ウェイクフィールドという大都市バラを構成する5つの「タウン」の1つである。2011年の人口は30,881人。

## 概要
1400年に、当時のイングランド王リチャード2世はこの町のポンテフラクト城で暗殺された。これによって薔薇戦争と呼ばれるランカスター家とヨーク家の争いが始まることになる。当時のポンテフラクトは「ポンフレット」と呼ばれており、シェイクスピアの史劇『リチャード二世』や『リチャード三世』にも登場する。
「ポンフレット」は、ポンテフラクトの名産菓子の名前にもなっている。これは特産品のスペインカンゾウ（甘草）からとった甘味料でつくるグミの一種で、近年はHARIBOなどの製菓会社も進出している。
Pontefractというのはラテン語で「pons(bridge／橋)」＋「fractus(broken／壊された)」が語源だとされる。この辺りはロンドンとヨークを結ぶ街道が川を渡る場所にあたり、交通上の要地だった。1069年にウィリアム1世がヨーク地方の一揆を征伐中に、地元の反乱勢が王の行く手を阻むために橋を落とした、という故事に由来するとされている。

## 地誌

### 地理・小史
ポンテフラクトはウーズ川(River Ouse)の支流、エア川(River Aire)とローマ時代の古道が交わる辺りにできた市場町である。中世に干拓されるまで一帯は沼沢地で、ローマ人の古道がその辺縁を通っていた。

### 経済
ポンテフラクトは中世から続く市場町で、いまでも市が開かれている。毎週水曜日と土曜日には大きな市が立ち、金曜日には農家による小さな市が開かれる。より小規模なテント市は木曜の午後と日曜以外は毎日やっている。

#### 甘草栽培と製菓業
ポンテフラクトでは甘草（リコリス）の栽培が盛んで、甘草の栽培と菓子の製造は町の重要な産業の一つになっている。もともと低湿地に面したポンテフラクトの、深く砂っぽい土壌は甘草の生産に適していて、ポンテフラクトはイギリスで数少ない甘草の産地となった。甘草はローマ時代にアジアから導入されたとも、11世紀の十字軍で持ち帰られたものとも伝えられている。遅くとも16世紀半ばにはクリュニー修道院の修道士たちポンテフラクトで甘草を栽培するようになったとされている。
当地では甘草の品種改良も行われた。南方系の植物である甘草は、本来、青から紫色の花をつけるのだが、ヨーク地方の寒冷な気候では花をつけなかった。しかしそのために根の糖分はむしろ増え、より甘くなった。18世紀には町の薬剤師だったジョージ・ダンヒル(George Dunhill)が、甘草に砂糖を加えた薬用トローチを作るようになった。これは「ポンテフラクトケーキ(Pontefract Cake)」とか「ポンフレット(Pomfret)」の名前で人気になった。いまでは、町には甘草から甘味料を製造する工場があり、テディベアの形をしたグミで知られるHARIBOなど、様々な製菓会社の工場がある。
映画『007シリーズ』で、リチャード・キール演じる悪役「ジョーズ」がロープウェイのケーブルを噛み切るシーンでは、ポンテフラクトの製菓企業が製造した甘草製のケーブルが使われている。詩人ベッジュマン(John Betjeman)は「ポンテフラクトの甘草畑」という詩を詠んだ。ポンテフラクトでは毎年「甘草祭（Liquorice Festival）」がある。しかし、ここ200年ほどは、チョコレートの普及によって甘草の栽培量は減少傾向にある。

#### 炭鉱
町には1860年代に操業を始めたイギリス最古の炭鉱があった。ポンテフラクトに隣接するフェリーブリッジ(Ferrybridge)には石炭の火力発電所がある。しかしヨーク地方の炭鉱は1990年代に相次いで閉山となり、ポンテフラクトの炭鉱も2002年に閉山になった。

### 交通
町には鉄道駅が3つある。ヨークとシェフィールドを結ぶ路線（Dearne Valley Line）のバグヒル駅（Pontefract Baghill railway station）、リーズとウェイクフィールドを結ぶ路線のモンクヒル駅（Pontefract Monkhill railway station）とタンシェルフ駅（Pontefract Tanshelf railway station）である。ブラッドフォードとロンドンを結ぶ列車もモンクヒル駅に停まる。
ポンテフラクトには、国道A1号線と高速道路M62号線のジャンクションがある。このほかA628号線とA639号線、A645号線が町の中心部で交差している。

### 地方自治
地方自治に関してはウェイクフィールド市の管轄で、ウェイクフィールドの議会(Wakefield Council) の選挙区がある。選挙区は南北2つに分かれている。南の選挙区には、ダリントン地区(Darrington)などの郊外に住む裕福な層と、シェカーフィールド(Chequerfield)のような貧困層が混在している。北の選挙区には、モンクヒル(Monkhill)、レイディバルク(Ladybalk)、マイソン・チェアー(Myson Chair)がある。かつて炭鉱があったことから、労働党の影響が強いとされている。

## 歴史

### 新石器時代
ポンテフラクト近郊の住宅街の建築工事中、2000-4000年前のものとみられる遺構が発見された。これは「フェリーブリッジ遺跡(Ferrybridge Henge)」と呼ばれ、2007年の考古調査で区割りや水道のためとみられる壕跡などが発見されている。これらから、新石器時代から鉄器時代、ローマ時代の居住地があったと考えられている。

### ローマ時代
古代にローマ人が「ブリタンニア州」を置いてイギリス島を支配していた頃、南のロンドン（ロンディニウム）と北のヨーク（エボラクム）の二大都市を結ぶため、アーミン街道(Ermine Street)という街道を作った。この街道はノースフェリビー(North Ferriby)あたりでハンバー川(Humber)という大きな入江を渡る必要があり、荒天時には立ち往生することもあった。これを避けるための脇往還が設けられていて、リンカンから西へ分岐して、リトルバラ(Littleborough)、ドンカスター、カッスルフォード、タドカスター(Tadcaster)を経てヨークを結んでいた。この脇道を「ローマ古道(Roman Ridge)」と呼んでおり、ローマ古道がエア川に差し掛かる辺りにポンテフラクトの町がある。

### 中世
イギリスでは5世紀にローマ人の支配が終わり、七王国時代と呼ばれる戦国期に入る。ポンテフラクトのあたりはノーサンブリア王国とマーシア王国の国境にあたっていた。その後、バイキングやアングロ・サクソン人が侵入して国をたてた。ヨーク地方ではバイキングのエイリーク血斧王が954年に滅ぼされ、1068年にノルマン人のウィリアム1世がイングランドを征服する（ノルマン・コンクエスト）。
ポンテフラクトの町は、これらの時期に形成された2つの集落が起源である。その2つがタンシェルフ (Tanshelf) とカークビー  (Kirkby) である。ヨーク地方では、地名に「○○ビー (-by)」というものが多い。これはバイキングの言葉に由来する。いまのポンテフラクトの主要道であるベイリーゲート（Bailygate）の「-gate」も同様で、「通り(street)」の意味である。
アングロ－サクソンの歴史書でタンシェルフに関する最古の記述は947年のもので、イングランド王エドレッドがノーサンブリアを統べる議会に服属を要求した時のものである。「タンシェルフ」は多様な綴りで記録されていて、「Tateshale」、「Tateshalla」、「Tateshalle」、「Tatessella」などと表記されていた。エドレッド王は程なくしてノーサンブリアの支持を失い、その1年後に、王国はヨークの王だった血斧王エーリックをノーサンブリア王にすることを決めた。

#### ノルマン・コンクエスト
1066年にノルマン人のウィリアム征服王がイングランド王となり（ノルマン・コンクエスト）、イングランド全土に服属を要求した。バイキングの子孫が多かったイングランド北部の諸侯はこれに従わずに反乱を起こしたが、そのせいでイングランド北部は徹底的に焼き討ちされることになった。当時の歴史家ヴィタリス(Orderic Vitalis)によれば、ウィリアム征服王が1069年にヨーク地方で起きた反乱を鎮圧していたところ、エア川(River Aire)のほとりで待ち伏せしていた反乱勢(Anglo-Scandinavian)がエア川の橋を落として、ウィリアム1世の行く手を阻んだという。当時、その渡河地点は、ヨークなどイングランド北部や西部にある都市への交通路の要衝だった。
歴史家によれば、この出来事がポンテフラクトの地名の由来になった。ポンテフラクト (Pontefract) というのはラテン語の「pons」（橋）＋「fractus」（破壊された）のからきており、「橋が落とされたところ」の意味である。1086年の検地帳（「ドゥームズデイ・ブック」）にはポンテフラクトは出てこないが、1090年の検地帳には「ポンテフラクト (Pontefracto) 」の名前で収録されている。
検地帳（ドゥームズデイブック）が1086年にウィリアム征服王によって編纂された頃、タンシェルフは既にかなり大きな町になっていたらしい。町には僧侶1人、60人の二級市民 (petty burgesses) 、16人の農業労働者 (cottagers)、16人の村人 (villagers) 、8人の小自作農 (smallholders)など、人口101人と記録されている。しかし、実際の人口は、これより4倍か5倍の規模あったと考えられている。検地帳に記載されるのは土地所有者だけであり、その家族を数に入れていないからである。このほか、タンシェルフには教会1、漁港1、水車3があった。考古学者の発見によって、昔のポンテフラクトの教会があった場所は、ポンテフラクト城の下の、ノースベイリー通りのはずれの、ブース地区(the Booths) だったことがわかっている。墓碑に刻まれた年代で最古のものは690年頃のものである。教会はおそらくタンシェルフに属していた。いまの市場があるあたりに、かつてのオスゴールドクロス郡（Osgoldcross Wapentake）の公会堂があった。

#### ドレイシー家とポンテフラクト城
征服王ウィリアムは、北部の反乱者たちを根絶やしにしたのち、家臣たちに領地として分け与えた。その中の一人、イルバート・ドレイシー(Ilbert de Lacy)がタンシェルフの領主になり、城を建てた。
このポンテフラクト城は1086年以前の初期には木造だったが、のちに石造りで改築された。ドレイシー家は1067年の築城から1348年に4代リンカーン女伯爵アリス・ドレイシー(Alice de Lacy)の死によってドレイシー家が断絶するまで、2世紀以上に渡ってポンテフラクト城の城主として支配した。
ポンテフラクト城は、薔薇戦争で知られるリチャード2世王の最後の地として知られている。リチャード2世は1400年にポンテフラクト城で死んだが、その詳しい事情は判っていない。一般には、シェイクスピアの史劇『リチャード二世』によって伝えられているのだが、おそらく真相はシェイクスピアによって脚色されていると考えられている。リチャード2世の最期には、少なくとも3種類の説がある。幽閉されて餓死させられたという説、自害したという説、1399年か1400年の2月14日にエクストン卿(Sir Piers (Peter) Exton)に殺されたとする説である。
エリザベス朝時代には、ポンテフラクトの町やポンテフラクト城は「ポンフレット（Pomfret）」と呼ばれていた。シェイクスピアの『リチャード三世』や『リチャード二世』にはこの城のことが出てくる。

#### ロビン・フッド
15世紀のロビン・フッドに関する俗謡には、ロビン・フッド一味が活躍するバーンズデイル (Barnsdale) の森が出てくる。この森はポンテフラクトの南にある。特に、中世の俗謡(ballads)には頻繁にウェントブリッジ(Wentbridge)の村が出てくる。この村はポンテフラクトのはずれにあった。さらに、マイケル・ドレイトン(Michael Drayton)が1622年に編んだ『Poly-Olbion』（イングランド独特の「地誌詩 (Topographical poetry)」のひとつ）の詩歌28番（67-70）は、ロビンフッドの死に言及している。その終焉の地は、かつてのポンテフラクトに当たるカークビー(Kirkby)である。歴史家の S. A. La' Chanceは、ロビンフッドはカークビーの聖ニコラス医院で死んだと推測している。これはオールセインツ教会の付属医院だった。ウェイクフィールドのウェント川 (River Went) に架かる橋にある遺跡の案内銘板（ブルー・プラーク）にはロビンフッドに関連する言及がある。

### イングランド内戦（Post mortem patris pro filio）
ポンテフラクトはイングランド内戦（清教徒革命）で戦地になった。戦争が始まると、王党派の拠点だったポンテフラクト城は議会派の攻撃の対象になり、トーマス・フェアファクスとジョン・ランバート麾下の議会軍がポンテフラクト城を包囲した。この城攻めは1644年12月から翌1645年3月まで続いたが、マーマデューク・ラングデイルが国王軍を率いてポンテフラクト近郊でチェッカーフィールドの戦い（Battle of Chequerfield）に勝つと、議会軍は包囲を解いて退却した。しかし3月末には議会軍は再びポンテフラクトを攻め、4ヶ月に渡って包囲した。最終的に、議会派との交渉によってポンテフラクトは開城した。
1648年6月に国王軍はポンテフラクトを奪還した。議会軍は10月に攻め寄せ、今度はオリバー・クロムウェルが直々に兵を率いて包囲した。しかしその1ヶ月後、国王チャールズ1世がノーサンプトンシャーで議会軍に囚われてしまった。クロムウェルは軍にポンテフラクトの包囲を続けるように命じた上でロンドンに戻り、1649年1月にチャールズ1世を処刑した。
ポンテフラクトに籠城する国王軍は直ちに、チャールズ1世の息子チャールズ2世が正当な次期国王だと宣言し、チャールズ2世の名前を刻印した硬貨の鋳造を始めた。（チャールズ2世自身はオランダに落ち延びていた。）このときの国王軍の合言葉がラテン語の「Post mortem patris pro filio」（After the death of the father, we are for the son：意味：父のチャールズ1世の死後は、我らはその息子チャールズ2世を戴く）であり、これは今もポンテフラクトのモットーになっている。ポンテフラクトはその後も「国王軍の最後の砦」として抵抗を続け、クロムウェルから「イングランド有数の要害」と評されている。
しかし、孤立無援のポンテフラクトは徹底的な攻撃を受け、町も大きく破壊された。3月にはついに城も陥落したが、ポンテフラクトの住民はポンテフラクト城が健在だと、また戦場になって町が破壊されることになると恐れ、議会派にポンテフラクト城の破却を申し出た。4月から城の解体が行なわれて、今では城址だけが残っている。

### 復興と菓子づくり
しかしポンテフラクトの町は破壊し尽くされており、町の復興のために新たな産業が必要とされた。そこで目をつけられたのが甘草栽培である。このときに、それまで薬用に用いられていた甘草から菓子が作られるようになり、18世紀にはイングランドでも有名になった。20世紀前半にはポンテフラクトの菓子製造のピークを迎え、ポンテフラクトケーキは世界中に出荷されるようになった。20世紀半ば以降はチョコレート菓子が進出し、甘草栽培は勢いを失っている。

## スポーツ
- ポンテフラクト競馬場 - ヨーロッパで最も長く開催する競馬場。3月末から10月末まで開催。
- ラグビーチーム - フェザーストーン・ローヴァーズ(Featherstone Rovers)
- サッカークラブ - ポンテフラクト・コリエリーズFC（Pontefract Collieries F.C.）[注 1]
- スカッシュ - ポンテフラクトを本拠とする選手 - Lee Beachill、James Willstrop